# Араби у Великій Британії
Британські араби (англ. British Arabs) — араби, що живуть або народилися у Великій Британії.
Під час перепису 2011 року, у Великій Британії було нараховано 240 000 арабів, близько 110 000 з яких проживають в Лондоні. 
Національна асоціація британських арабів (NABA) налічує близько 500 000 осіб першого та другого покоління британських арабів. Більшість походять з Іраку, Ємену, Судану, Сомалі, Марокко, Палестини та Лівану. Більшість з них живе в Великому Лондоні, і більшість з них або бізнесмени, або іммігранти та студенти.